# Peter Trappen
 Peter Trappen (* 7. September 1947 in Berlin) ist ein Kupferschmied, Schlosser und Metallrestaurator.

## Leben und Wirken
Nach einer Ausbildung als Baumaschinist beim VEB Tiefbau diente Trappen bei der Volksmarine, wonach er noch ein halbes Jahr in seinem erlernten Beruf arbeitete. Am 1. Mai 1970 begann er eine dreimonatige Probezeit als Schlosser im Atelier für Stahl und Metallgestaltung des Metallbildhauers und Kunstschmieds Achim Kühn. Bedingt durch dessen Einberufung zur Nationalen Volksarmee versetzte man Trappen und seine Kollegen, um nicht als arbeitslos zu gelten, in die in Berlin-Weißensee ansässige, im Jahre 1925 von Artur Kühn gegründete Werkstatt A. Kühn & Co. Im Anschluss an Achim Kühns achtzehnmonatige Militärdienstzeit kamen Trappen und seine Kollegen zurück ins Atelier nach Berlin-Grünau. 1972 wurde die Werkstatt verstaatlicht und in VEB Kunstschmiede Berlin umbenannt. Nach der deutschen Wiedervereinigung erfolgte die Reprivatisierung der florierenden VEB Kunstschmiede durch Achim Kühn, den Enkel des Firmengründers. Trappen arbeitete in Kühns Atelier bis Ende Mai 1994. Während dieser 24 Jahre erweiterte und verfeinerte Trappen seine Kupfertreibkenntnisse.
Am 1. Juni 1994 begann Trappen eine Anstellung bei dem deutschen Restaurierungsunternehmen Haber & Brandner. Kurze Zeit später wurde er zum Werkstattleiter befördert. Nach fast 17 Jahren Tätigkeit bei Haber & Brandner wurde Trappen am 11. April 2011 in den Ruhestand verabschiedet.

## Werke (Auswahl)
In den wenigsten Fällen arbeitete Trappen allein. Der überwiegende Teil seiner Werke und Restaurierungen sind während seiner Zeit bei Haber & Brandner in Gemeinschaftsarbeit mit Kollegen ausgeführt worden. Als Mitarbeiter von Achim Kühn war Trappen an zahlreichen, von dessen Werkstatt ausgeführten Werken und Restaurationen beteiligt. Diese und andere, von ihm mitgeschaffenen oder mitrestaurierten Werke beschreibt Trappen in den von ihm geschriebenen, im Selbstverlag in deutscher (2019) und englischer Sprache (2021) publizierten Fachbücher über Treibarbeiten: „Vom Kupferblech über das Handwerk zur Kuppelfigur“.
Kunst- und Kupferschmiedearbeiten, Bronzeplastiken
- Restaurierung der Skulptur des Apollo im Greifenwagen vom Bildhauer Christian Friedrich Tieck über dem Haupteingang des Berliner Schauspielhauses.[5] Am 17. November 1978 war Peter Trappen mit letzten Arbeiten an der Gruppe beschäftigt.[6]
- Restaurierung der Bronzeplastik des im Ehrenhof von Schloss Charlottenburg stehenden Reiterstandbildes des Großen Kurfürsten.[7]
- Nach einem 1:1 Modell des Bildhauers Rudolf Böhm trieb Trappen 2001/02 die auf dem Portal des Potsdamer Stadtschlosses stehende Turmzier Fortuna und acht Voluten aus Kupferblech.[8]
- Restaurierung der Turmuhr am alten Rathaus am Sterndamm in Johannisthal.[9][10]
- November 2005 bis Juni 2006: Restaurierung des goldenen Rathausmannes zu Dresden.[11] Nach dessen Aufstellung am 1. Juli 2006 war Trappen an zwei Turmbesteigungen beteiligt (2008 und 2010), um den aktuellen Zustand zu dokumentieren.
- 2013/14: Restaurierungsarbeiten an dem von August Gaul geschaffenen Bronzeadler[12] für das Märkische Museum in Berlin; ehemals Teil des von Reinhold Begas geschaffenen Kaiser-Wilhelm-Nationaldenkmals auf der Schloßfreiheit. Mithilfe eines Autokrans wurde der restaurierte Adler am 5. Juni 2014 wieder auf die Brüstung des Innenhofbalkons vom Märkischen Museum aufgestellt. Über das Wiederaufstellen und die Historie des Adlers drehte Peter Schnappauf, im Auftrag der Stiftung Stadtmuseum Berlin, einen Kurzfilm, in dem auch Peter Trappen zu sehen ist.[13]
- Restaurierung des Erzengels Michael über dem Hauptportal der Friedrichswerderschen Kirche am Werderschen Markt im Berliner Ortsteil Mitte. Die originale Terrakottafigur nach einem Modell von Ludwig Wilhelm Wichmann wurde zunächst durch eine Kopie in Kupfer, 1986/87 durch eine bronzene Nachbildung ersetzt.
- Restaurierung der Löwenfontäne im englischen Landschaftsgarten Glienicker Park
- Restaurierung der Herolde am Bremer Rathaus.[14]
- Restaurierung des Greifs, der den größeren, mit geschweiften Kupferhauben bedeckten Türme von Schloss Wiligrad krönt. Er wurde im Dezember 2006 wieder aufgestellt.(Siehe Abschnitt Nach 1990).[15]
- Restaurierung der Gusseisernen Geländer an der Schloßbrücke in Berlin-Mitte[16]
- Nach Vorlage von Gorch Wenske: Figuren auf den Kuppeln des Französischen- und Deutschen Doms am Gendarmenmarkt (1982).
- Nach historischen Fotos aus Kupferblech getrieben (1995/96): Die beiden Figuren an der Schaufassade des Kaufhaus Ebert in der Leipziger Innenstadt, ehemals Modehaus Topas, seit 1990 Filiale der Commerzbank. Die Allegorien stellen die zwei „weiblichen“ Todsünden „Eitelkeit“ (Superbia) und „Genusssucht“ (Luxuria) dar.
- Restaurierung des Herkules in Kassel (2007–2009).
- Restaurierung der von Ernst Wenck geschaffenen, eine Erdkugel umfassende Giganten-Skulptur auf dem Museum für Kommunikation (ehemals Postmuseum) in Berlin-Mitte. Sie stellt eine Allegorie auf die weltumspannende Bedeutung von Post und Telekommunikation dar.
- Nach Vorlage von Gorch Wenske, Restaurierung des Pegasus[17] auf dem Schauspielhaus in Berlin.
- Kopie des Pankower Rathaus Adlers, nach einem Gipsmodell von Gorch Wenske, gefertigt in der Werkstatt von Achim Kühn. Zum 100-jährigen Geburtstag des Rathauses wurde der „Preußische Adler“ vom 29. April bis zum 26. Oktober 2003 in einer Vitrine vor dem Ratssaal ausgestellt.[18] Angeblich wegen Differenzen zwischen Auftraggeber und Kühn scheiterte bislang (Stand 2023) der Versuch, den Adler wieder auf seinen angestammten Platz, auf der Türmchen-Laterne des Ziergiebels zu setzen.[19]
- Ab Februar 2007: Restaurierung der Plastiken „Löwe mit Putto“ (1849) und „Panther mit Putto“ (1851) die zu beiden Seiten der großen Freitreppe vor der  Hauptfassade des Berliner Schauspielhauses stehen.

Särge
- Restaurierung von drei Särgen aus der Hohenzollerngruft im Berliner Dom. 
Sarg Nr. 9: August von Brandenburg (1580–1601); Sarg Nr. 32: Friederike von Brandenburg-Schwedt (1700–1701); Sarg Nr. 33: Georg Wilhelm von Brandenburg-Schwedt (1704–1704).
- Restaurierung aller 49 Kupfer- und Zinnsärge in der Wettiner Gruft der Katholischen Hofkirche in Dresden. 
Die Särge waren durch das Hochwasser in Mitteleuropa im Jahre 2002 schwer beschädigt worden, weswegen sie restauriert werden mussten.[20]
- Restaurierung von insgesamt 36 Särgen aus der Fürstengruft des Merseburger Doms. 
Sieben kirchliche Särge aus dem unteren Gruftraum, zudem Sarg Nr. 12: Sophie Agnes (16??–1636); Sarg Nr. 13: Magdalena Sybille (1586–1659); Sarg Nr. 14: Dorothea, Äbtissin zu (1591–1617); Sarg Nr. 15 Eleonore Magdalena (1661–1685); Sarg Nr. 16: Herzog Johann Philipp (1651–1652); Sarg Nr. 17: Herzog Moritz (1652–1653); Nr. 18 Herzog August (1584–1615); Sarg Nr. 19: Sybilla Elisabeth (1584–1606); Sarg Nr. 20: Johan Wilhelm v Sa. (1600–1632); Sarg Nr. 21: Herzogin Sophie (1587–1635).

Grafiken
- Für ein schwarz-weiß Werbeplakat, das die vom 1. bis 31. Oktober 1985 im Kulturzentrum Friedrichshain, Studio Otto Nagel,[21] stattfindende Ausstellung 36 Jahre DDR. Volkskunstschaffende des Stadtbezirks Berlin-Friedrichshain zeigen Malerei und Grafik ankündigte, schuf Trappen eines der beiden darauf abgebildeten Linolschnitte, benannt nach dem gleichnamigen, an der südöstlichen Stadtgrenze Berlins gelegenen Seddinsee.[22]

## Zitate
- „Für mich ist die Arbeit als Kupferschmied nicht nur ein Beruf, sondern eine Berufung - eine Leidenschaft, die auch nach dem Berufsleben keine Grenzen hat.“ (Zitat auf dem Werbeprospekt des von ihm publizierten, deutschsprachigen Fachbuches Vom Kupferblech, über das Handwerk zur Kuppelfigur.)

- „For me, working as a coppersmith is not just a job, but a vocation - a passion that has no limit even after working life.“ (Zitat auf dem Werbeprospekt des von ihm publizierten, englischsprachigen Fachbuch The skills and crafts needed to transform copper sheet into a dome figure.)

## Publikationen
- Vom Kupferblech über das Handwerk zur Kuppelfigur, Fachbuch über Treibarbeiten, (2019), Eigenverlag, ISBN 978-3-00-060093-7.
- The skills and crafts needed to transform copper sheet into a dome figure, englischsprachige Übersetzung des Fachbuches über Treibarbeiten, (2021),  Eigenverlag, (2021) ISBN 978-3-00-061392-0.
- Peter Trappen, Volker Gawol: Der goldene Rathausmann zu Dresden: über die Restaurierung des neuen Rathauses in Dresden, (2008), Dresden Buch Verlag, ISBN 978-3-9812287-0-0.[23]